# Viktor Karpenko
Viktor Karpenko (Tashkent, 7 settembre 1977) è un ex calciatore uzbeko, di ruolo centrocampista.

## Caratteristiche tecniche
Giocava principalmente come ala destra, ma poteva essere schierato anche come ala sinistra o terzino destro.

## Carriera

### Club
Ha cominciato a giocare in patria, al Buxoro. Nel 1999 ha giocato al Qizilqum. Nel 2000 si è trasferito in Russia, al Šinnik. Nel 2002 è stato ceduto in prestito al Lokomotiv Čita. Nel 2003 torna al Šinnik. Nel 2004 viene prestato al Sokol Saratov. Nel 2005 si è trasferito in Kazakistan, al Qaýrat. Nel 2007 è tornato in patria, al Bunyodkor. Nel 2013 è stato acquistato dal Lokomotiv Tashkent. Nel 2015 è passato allo Shortan Guzor, per poi passare al Bunyodkor con cui ha concluso, nel 2016, la propria carriera.

### Nazionale
Ha debuttato in Nazionale nel 2003. Ha partecipato, con la Nazionale, alla Coppa d'Asia 2007 e alla Coppa d'Asia 2011. Ha collezionato in totale, con la maglia della Nazionale, 60 presenze e 4 reti.